# NGC 1128
NGC 1128 ist ein Paar verschmelzender Galaxien im Sternbild Walfisch. Die Entfernung zur Milchstraße beträgt etwa 311 Millionen Lichtjahre.
Das Objekt besteht aus PGC 11188, einer elliptischen Galaxie vom Typ E0, und PGC 11189, einer elliptischen Galaxie vom Typ E3.

Im Zentrum dieses Gebildes umkreisen sich die Kerne der beiden Komponenten, zwei supermassive schwarze Löcher, im Abstand von 25.000 Lichtjahren und nähern sich langsam an. Dabei rufen sie gewaltige Radioemissionen und die im Bild zu sehenden „wirbelnden“ Jets hervor.

Die Radioquelle ist in Fachkreisen unter dem Namen 3C 75 bekannt.
Das Objekt ist Mitglied des Galaxienhaufens Abell 400.

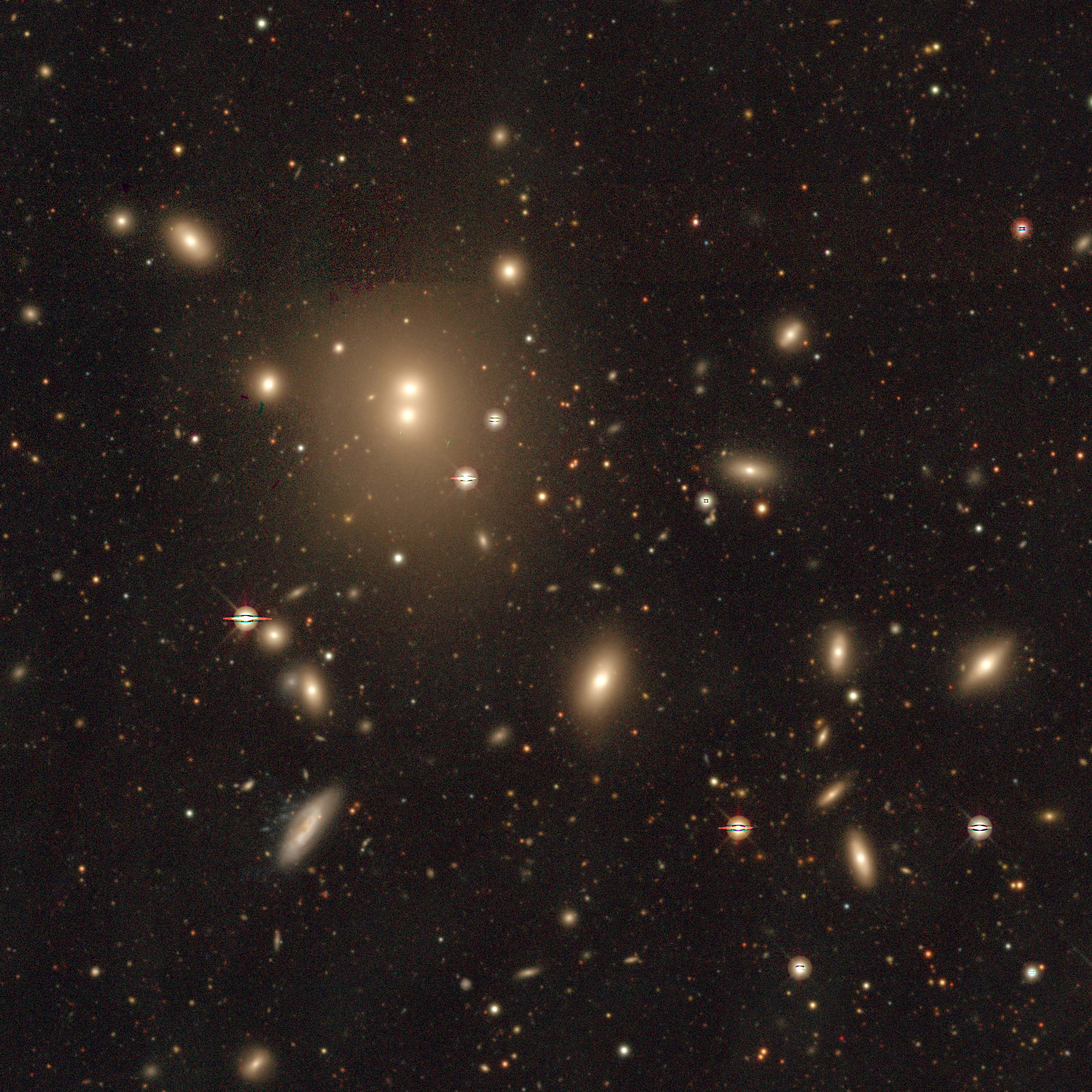
Galaxiehaufen Abell 400
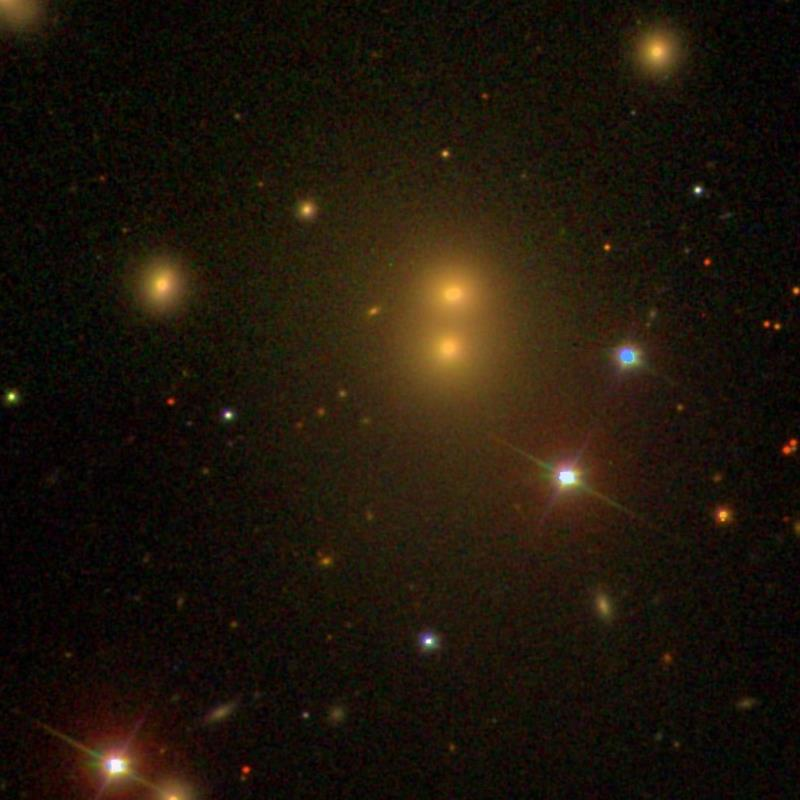
SDSS-Aufnahme

Die Entdeckung vom 8. Oktober 1886 von NGC 1128 wird Lewis Swift zugeschrieben, jedoch weicht die 1886 publizierte Position um 5 Bogenminuten ab.